# اونوگور (بلغارستان)
اونوگور (به بلغاری: Onogur) یک منطقهٔ مسکونی در بلغارستان است که در شهرستان ترول واقع شده‌است.